# Королі Греції
Це список королів Греції. Перший король Оттон мав титул «цар Греції» (грец. Βασιλεύς τῆς Ελλάδος) — за наполяганням великих держав на Лондонській конференції 1832 року, що мало на увазі відсутність домагань на грецьке населення Оттоманської імперії.

## Грецьке королівство(1832–1974)

### Династія Віттельсбахів(1832—1862)
| Король        | Зображення | Роки життя | Період правління                | Коментарі                                                             |
| ------------- | ---------- | ---------- | ------------------------------- | --------------------------------------------------------------------- |
| Оттон I       |            | 1815-1867  | 6 лютого 1833- 23 жовтня 1862   | До 13 червня 1835 правив із радою регентів. Був скинутий в 1862 році. |
| Рада регентів |            |            | 23 жовтня 1862- 30 березня 1863 | Регентство до обрання нового короля.                                  |

### Династія Шлезвиг-Гольштейн-Сьоннерборг-Глюксбургів(1863-1924)
| Король       | Зображення | Роки життя | Період правління                 | Коментарі |
| ------------ | ---------- | ---------- | -------------------------------- | --- |
| Георг І      |            | 1845-1913  | 30 березня 1863- 18 березня 1913 | Убитий в 1913 році. |
| Костянтин І  |            | 1868-1923  | 18 березня 1913- 11 червня 1917  | Втік у вигнання в 1917 році і зрікся престолу на користь свого другого сина Олександра. |
| Олександр І  |            | 1893-1920  | 11 червня 1917- 25 жовтня 1920   | Помер, обіймаючи пост голови держави. |
| Костянтин І  |            | 1868-1923  | 19 грудня 1920- 27 вересня 1922  | Зрікся після поразки у Греко-турецькій війні 1919—1922 років |
| Георг II     |            | 1890-1947  | 27 вересня 1922- 25 березня 1924 | скинутий у 1924 році. Помер бездітним і його місце зайняв молодший брат Павло. |
| Павло І      |            | 1901-1964  | 1 квітня 1947- 6 березня 1964    | Успадкував владу його син Костянтин. |
| Костянтин II |            | 1940-      | 6 березня 1964- 1 червня 1973    | Після невдалої спроби перевороту 13 грудня 1967 висланий в Італію військовою хунтою, яка провела 21 квітня 1967 року військовий переворот і фактично відібрала у монарха всю повноту влади. |